# Tinerfe
Tinerfe le Grand est un héros légendaire qui fut un roi (Mencey) guanche de l'île de Tenerife (Îles Canaries, Espagne). On estime qu'il vécut à la fin du XIVe siècle.

## Biographie
Il était le fils du roi Sunta et il tenait sa cour à Adeje, comme tous ses prédécesseurs, environ cent ans avant la conquête des Canaries. Il fut unificateur de l'île. 
Il est connu que ses oncles ont essayé d'usurper le pouvoir, mais ils ne réussirent pas. Selon les chroniqueurs, Tenerife jouissait d'une grande prospérité sous son long règne. Après la mort de Tinerfe, leurs enfants ont divisé l'île en neuf royaumes. 
Au moment de la conquête espagnole, les rois étaient :
- Acaimo : (roi de Tacoronte).
- Adjoña : (roi de Abona).
- Añaterve : (roi de Güímar).
- Bencomo : (roi de Taoro) - puis Bentor, à la mort de Bencomo.
- Beneharo : (roi de Anaga).
- Pelicar : (roi de Adeje).
- Pelinor : (roi de Icode).
- Romen : (roi de Daute).
- Tegueste : (roi de Tegueste).

Les historiens du XVIIe siècle Juan Núñez de la Peña et Tomás Arias Marín de Cubas, entre autres, affirment que le nom de l'île de Tenerife pourraient provenir de Tinerfe.

### Sources et bibliographie
- Abreu y Galindo, J. de, Historia de la conquista de las siete islas de Canarias, en A. Cioranescu (ed) Goya ediciones, Tenerife, 1977  (ISBN 84-400-3645-0).
- Arias Marín de Cubas, T. Historia de las siete islas de Canaria, edición de Ángel de Juan Casañas y María Régulo Rodríguez; proemio de Juan Régulo Pérez; notas arqueológicas de Julio Cuenca Sanabría. Real Sociedad Económica de Amigos del País, Las Palmas de Gran Canaria, 1986  (ISBN 84-398-7275-5)
- Bethencourt Alfonso, J. Historia del pueblo guanche: Tomo II. Etnografía y organización socio-política, Francisco Lemus Ed. La Laguna, 1991  (ISBN 84-87973-05-1).
- Espinosa, Fray A. de, Historia de Nuestra Señora de Candelaria, en A. Cioranescu (ed) Goya ediciones, santa Cruz de Tenerife, 1967  (ISBN 84-400-3645-0).
- Torriani, L. Descripción e historia del reino de las Islas Canarias, en A. Cioranescu (ed) Goya ediciones, Santa Cruz de Tenerife, 1978  (ISBN 84-7181-336-X).
- Viana, A. La Conquista de Tenerife, en A. Cioranescu (ed) Aula de Cultura de Tenerife, Cabildo Insular, 1968-1971.